# Unitat perifèrica de Lacònia
La unitat perifèrica de Lacònia (grec Νομός Λακωνίας) és una de les unitat perifèrica de Grècia. Per a la història de la regió del mateix nom, vegeu Lacònia. Correspon a l'antiga prefectura de Lacònia.